# Sarrabus-Gerrei

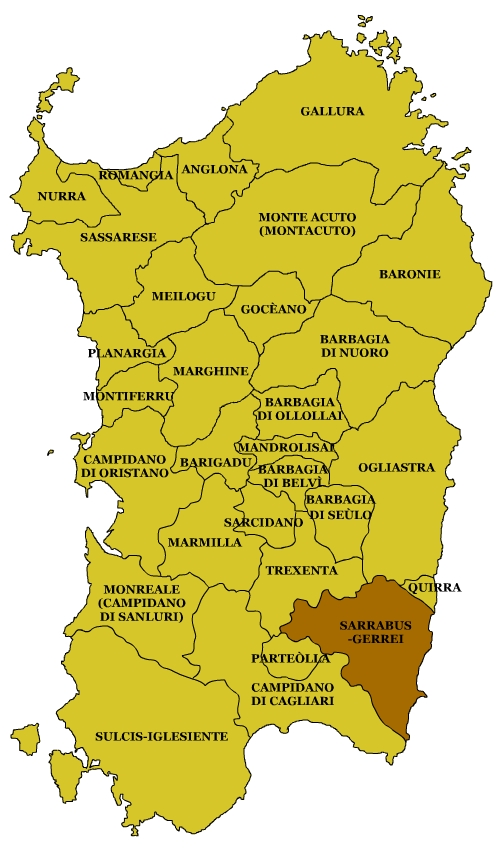
Das Sarrabus-Gerrei

Sarrabus-Gerrei  ist der Name einer Subregion im  Südosten Sardiniens. Sie gehört  zur Provinz Cagliari.
Die steinige Landschaft besteht aus Granitmassiven, sommertrockenen Flusstälern und ausgedehnten Schwemmlandebenen, wie der des Flumendosa. Salzige Lagunenseen und Sandstrände liegen an den Küsten. Das Straßennetz und die Investitionen wachsen in die unverbrauchte Landschaft.

## Tourismus

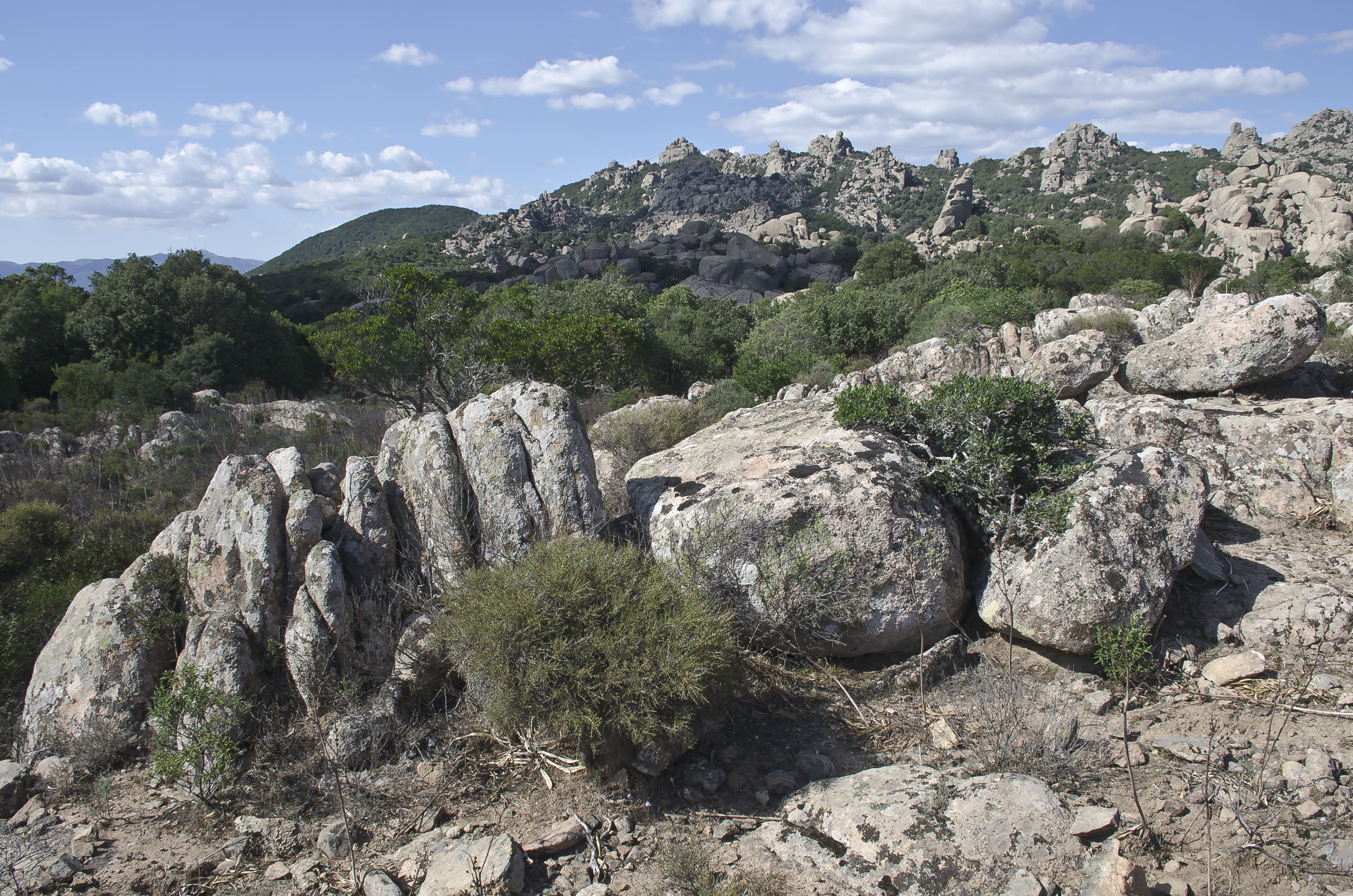
Sette Fratelli – Sieben Brüder

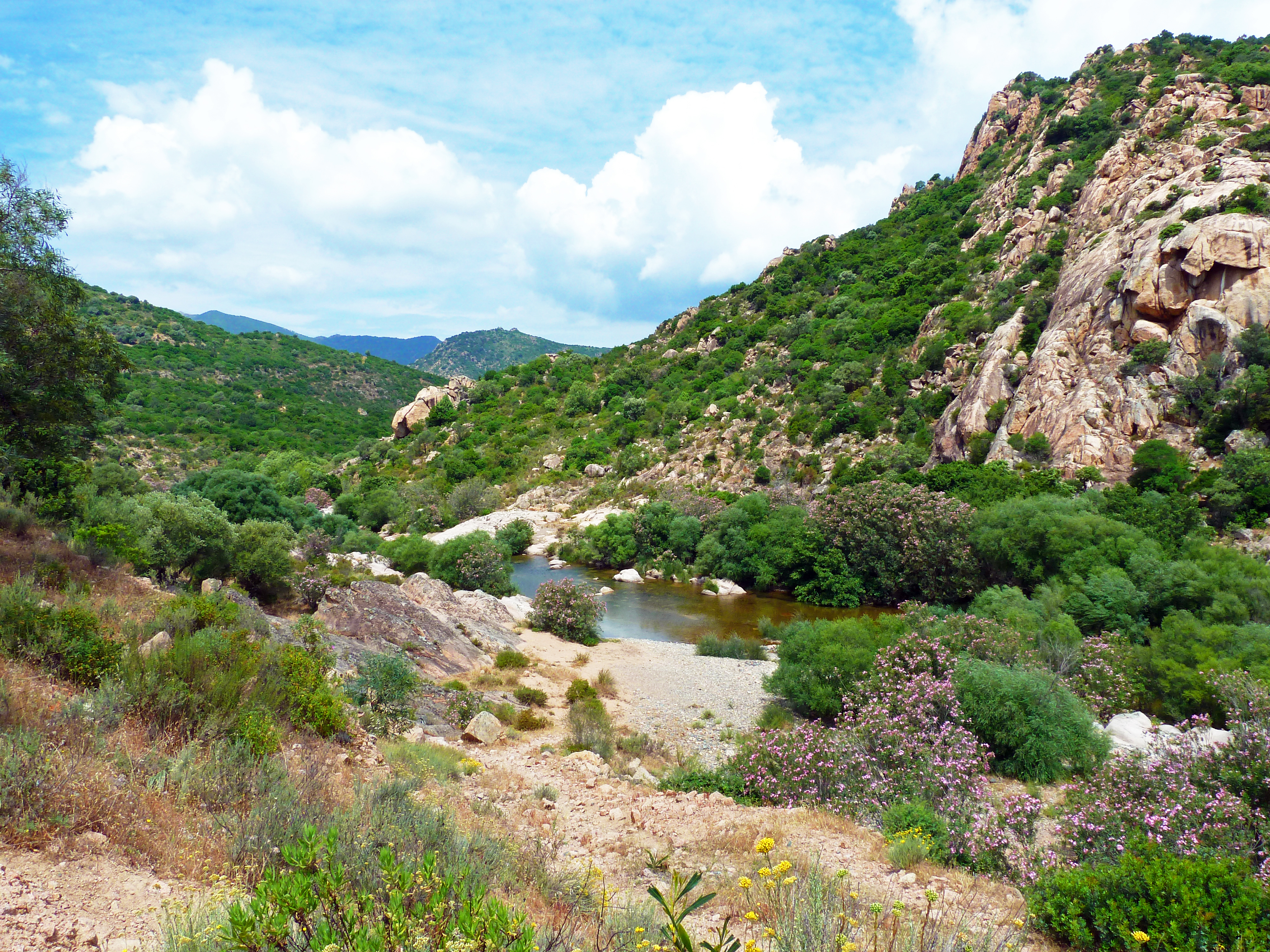
Der Torrente

Die Küstenorte Costa Rei und Solanas sind schnell erreichbare Ausflugsziele für die Bewohner der Städte Cagliari, Muravera oder Villasimius. An der „Cala di Sinzias“ (Strand) gibt es nur Camping und Agriturismo. Villasimius an der Grenze des Sarrabus und der Südostspitze der Insel bildet den Kontrapunkt, der sich an der touristisch erschlossenen Küstenstraße nach Cagliari fortsetzt. Diese hoch über dem Meer verlaufende Küstenstraße, die das Sarrabus erschließt, gehört zu den Panoramastrecken der Insel. Inmitten der Abgeschiedenheit der Berge liegt das Naturschutzgebiet „Parco dei Sette Fratelli“ (Park der sieben Brüder) bei Monte Genas, das Reich der sardischen Hirsche.